# Maria Alice de Sousa Peixoto
Maria Alice de Sousa Peixoto (Porto, Portugal, Dezembro de 1929), foi uma campeã nacional e regional de natação e pintora autodidacta portuguesa, conhecida como Malice. 

## Biografia

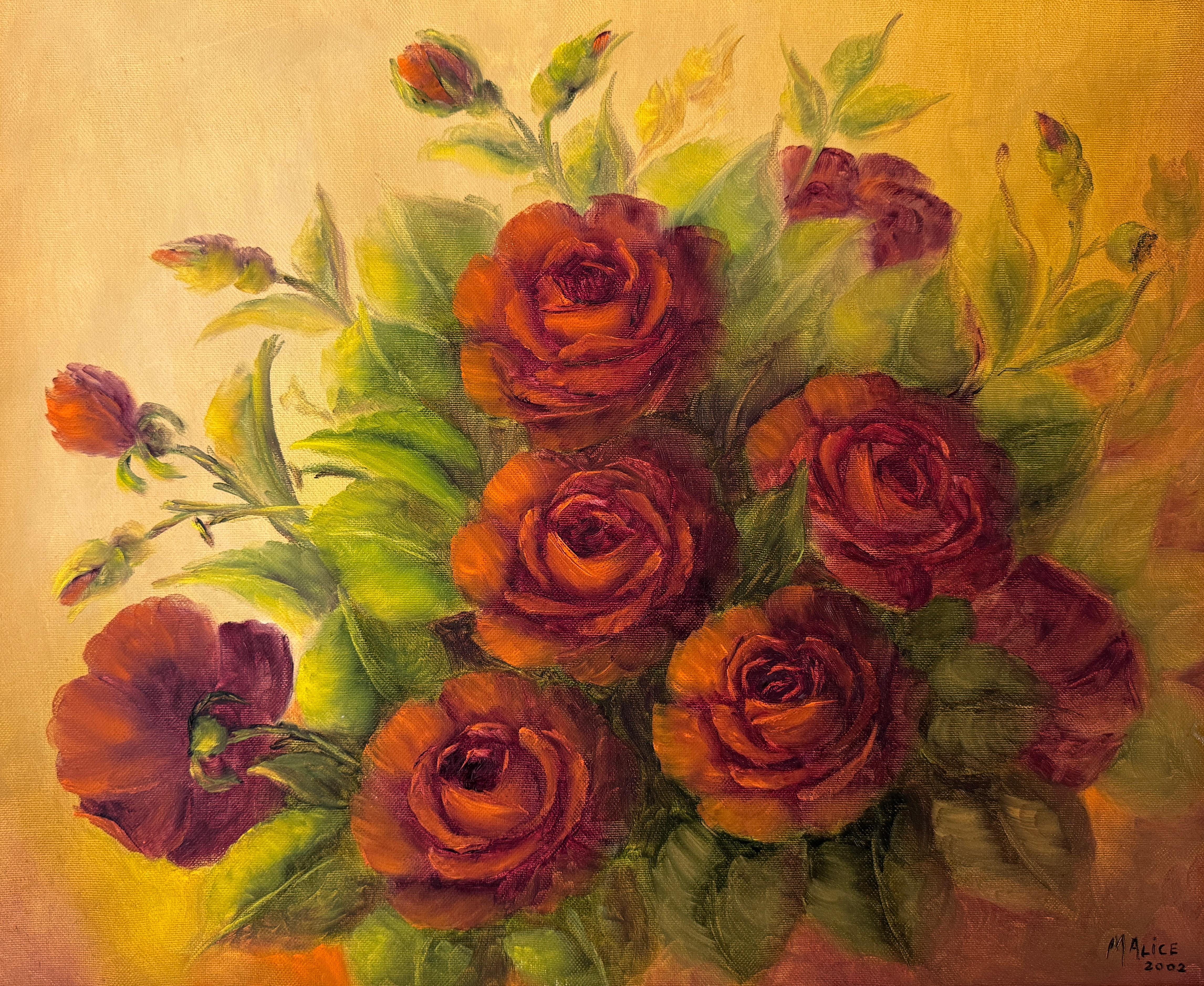

Filha de comerciantes de mercearia e venda por grosso em armazém, trabalhou na companhia de telefones, foi campeã regional e nacional de natação e pintora autodidacta.
Aos 17 anos tornou-se empregada da Anglo-Portuguese Telephone, no Porto. O facto de ser sobrinha de um professor de natação do FC Porto, levou-a a iniciar a modalidade. Em 1952 foi campeã regional nos 100 metros costas e regional e nacional nos 100 metros estafetas.
Por volta dos 49 anos de idade iniciou-se na arte da pintura a óleo sobre tela, pintando naturezas mortas, com flores, tendo realizado várias exposições no norte do país.